# Euptychia pyracmon
Euptychia pyracmon är en fjärilsart som beskrevs av Butler 1866. Euptychia pyracmon ingår i släktet Euptychia och familjen praktfjärilar. Inga underarter finns listade i Catalogue of Life.